# Тувумба
Тувумба (англ. Toowoomba) — місто в південно-східній частині австралійського штату Квінсленд. Населення міста за оцінками на 2006 рік становило приблизно 114 500 осіб. Найближче велике місто — Брисбен (розташований за 100 кілометрів на схід).

## Опис
Тувумба є другим за чисельністю населення австралійським містом (після Канберри), розташованим не на узбережжі.
Тувумбу засноване в 1840-ві роки. Місто відоме своїм університетом Південного Квінсленду, відкритим 1967 року. Навколо міста розкинулася зелена зона, що охоплює і природоохоронні заповідники.
Головною проблемою міста є його забезпечення прісною водою.

## Клімат
Місто лежить у зоні, що характеризується вологим субтропічним кліматом. Найтепліший місяць — січень із середньою температурою 21,7 °C (71 °F). Найхолодніший місяць — липень, із середньою температурою 10,6 °С (51 °F).
| Клімат Тувумби          | Клімат Тувумби | Клімат Тувумби | Клімат Тувумби | Клімат Тувумби | Клімат Тувумби | Клімат Тувумби | Клімат Тувумби | Клімат Тувумби | Клімат Тувумби | Клімат Тувумби | Клімат Тувумби | Клімат Тувумби | Клімат Тувумби |
| Показник                | Січ.           | Лют.           | Бер.           | Квіт.          | Трав.          | Черв.          | Лип.           | Серп.          | Вер.           | Жовт.          | Лист.          | Груд.          | Рік            |
| Абсолютний максимум, °C | 40             | 38             | 37             | 31             | 28             | 27             | 25             | 27             | 31             | 35             | 37             | 40             | 40             |
| Середній максимум, °C   | 27             | 27             | 25             | 23             | 19             | 16             | 16             | 18             | 21             | 24             | 26             | 27             | 22             |
| Середня температура, °C | 21             | 21             | 20             | 17             | 13             | 10             | 10             | 11             | 14             | 17             | 19             | 21             | 16             |
| Середній мінімум, °C    | 16             | 16             | 15             | 11             | 7              | 5              | 5              | 5              | 8              | 11             | 13             | 15             | 11             |
| Абсолютний мінімум, °C  | 7              | 7              | 0              | 0              | 0              | −5             | −5             | −3             | −1             | 1              | 3              | 6              | −5             |
| Норма опадів, мм        | 120            | 110            | 90             | 60             | 50             | 60             | 50             | 40             | 50             | 60             | 80             | 110            | 920            |
| Днів з дощем            | 10             | 9              | 11             | 10             | 9              | 7              | 6              | 5              | 6              | 7              | 8              | 9              | 102            |
| Вологість повітря, %    | 62             | 67             | 66             | 65             | 63             | 67             | 64             | 56             | 55             | 57             | 54             | 54             | 61             |
| ----------------------- | -------------- | -------------- | -------------- | -------------- | -------------- | -------------- | -------------- | -------------- | -------------- | -------------- | -------------- | -------------- | -------------- |
| Джерело: Weatherbase    |                |                |                |                |                |                |                |                |                |                |                |                |                |

## Культура

### Фестивалі
Тувумба відома своїм щорічним Фестивалем квітів, що проходить у вересні.

## Транспорт
У Тувумбі є свій аеропорт і також є залізничне сполучення з іншими районами країни.